# Фолиянц, Каринэ Альбертовна
Каринэ́ Альбе́ртовна Фолия́нц (род. 1 июля 1969) — российский кинорежиссёр, сценарист, драматург, писательница, лауреат премии «ТЭФИ» (2011).
Кандидат искусствоведения (1999).
Член Союза кинематографистов с 1996 года.
Окончила сценарный факультет ВГИКа (1994, мастерская К. К. Парамоновой и И. К. Кузнецова), в 1999 — аспирантуру кафедры драматургии ВГИКа. 
Преподавала теорию драматургии и историю кино в различных учебных заведениях.
Премия ТЭФИ (2011) — за лучший сценарий («Серафима Прекрасная»). 

## Творчество

### Избранные сочинения
Фолиянц К.А, "Ноктюрн для барабана и мотоцикла" издательство "воля ЛТД 1994 г.
- Фолиянц К. А. Атлас любви : Прогулки по Москве. — М.: Олма-Пресс : Олма-Пресс Звезд. мир, 2003. — 348 с. — (Серия «Караван любви»). — 5000 экз. — ISBN 5094850-068-3
- Фолиянц К. А. Богини экрана : как любили знаменитые киноактрисы. — М.: Глобулус : Изд-во НЦ ЭНАС, 2007. — 318 с. — (Истории любви). — ISBN 978-5-94851-9 — 10 000 экз. — ISBN 978-5-93196-660-1
- Фолиянц К. А. Грехи и святость : как любили монахи и священники. — М.: Глобулус : Изд-во НЦ ЭНАС, 2007. — 287 с. — (Истории любви). — ISBN 978-5-94851-6 — 10 000 экз. — ISBN 978-5-93196-655-7
- Фолиянц К. А. Жених для Барби : [киноповесть]. — М.: ОЛМА Медиа Групп, 2007. — 414 с. — 2300 экз. — ISBN 978-5-373-00857-0
- Фолиянц К. А. Закулисные страсти : как любили театральные примадонны. — М.: Глобулус : НЦ ЭНАС, 2007. — 287 с. — (Истории любви). — ISBN 978-5-94851-181-8 — 10 000 экз. — ISBN 978-5-93196-685-4
- Фолиянц К. А. Королевские грехи : как любили августейшие особы. — М.: Глобулус, 2007. — 318 с. — (Истории любви). — ISBN 978-5-94851-179-5 — 3000 экз. — ISBN 978-5-93196-677-9
- Фолиянц К. А. Любовь авантюристов. — М.: ОЛМА-пресс : ОЛМА-пресс звезд. мир, 2003. — 351 с. — (Серия «Караван любви»). — 5000 экз. — ISBN 5-94850-080-2
- Фолиянц К. А. Любовь возвышающая. — М.: ОЛМА-пресс, 2002. — 286 с. — 7000 экз. — ISBN 5-224-03919-3 ,
- Фолиянц К.А. "Страсть разрушающая" - М: ОЛМА-пресс,2002 -286 с.-7000 экз.
- Фолиянц К. А. Приручи любимого : Основ. уроки магнетизма : [Перевод]. — СПб. и др.: Питер, 2002. — 158 с. — (Женский клуб : ЖК). — 15 000 экз. — ISBN 5-318-00681-7
- Фолиянц К. А. Разум и чувства : как любили известные политики. — М.: Глобулус : Изд-во НЦ ЭНАС, 2007. — 283 с. — (Истории любви). — ISBN 978-5-94851-178-8 — 3000 экз. — ISBN 978-5-93196-670-0
- Фолиянц К. А. Сентиментальные прогулки по Москве. — М.: ОЛМА Медиа Групп, 2007. — 351 с. — (Издательская программа Правительства Москвы). — 5000 экз. — ISBN 978-5-373-01234-8
- Фолиянц К. А. Любовь Соколова, королева эпизода. — М.: АСТ : Астрель, 2003. — 285 с. — (Жизнь за кулисами). — ISBN 5-17-016175-1 — 5000 экз. — ISBN 5-271-05480-2
- Фолиянц К.А. Два цвета страсти. - М.:АСТ: Астрель,2007.
- Фолиянц К.А. Жених для барби. М.:ОЛМА медиа Групп, 2007.
- Фолиянц К.А. А я люблю женатого. - М.:АСТ: Астрель 2009.

### Фильмография
| Год       |     | Название                                          | Примечание                   |
| --------- | --- | ------------------------------------------------- | ---------------------------- |
| 1994      | ф   | Ноктюрн для барабана и мотоцикла                  | сценарист, режиссёр          |
| 2003      | ф   | Амапола                                           | сценарист, режиссер          |
| 2004—2004 | с   | Опера. Хроники убойного отдела—1: серия «Стрелка» | режиссер                     |
| 2005      | ф   | Жених для Барби                                   | сценарист, режиссер          |
| 2007      | ф   | Вальс на прощание                                 | сценарист, режиссёр; эпизод" |
| 2007      | ф   | Нежный Барс                                       | сценарист, режиссёр          |
| 2007      | док | Андрей Ростоцкий — последний романтик             | сценарист, режиссер          |
| 2008      | ф   | А я люблю женатого                                | сценарист, режиссер          |
| 2008      | ф   | Два цвета страсти                                 | сценарист, режиссер          |
| 2008      | ф   | Шут и Венера                                      | сценарист, режиссер          |
| 2010—2010 | с   | Серафима прекрасная                               | сценарист, режиссёр          |
| 2012      | ф   | Все для Евы                                       | сценарист, режиссёр          |
| 2012—2012 | с   | Единственный мой грех                             | сценарист, режиссёр          |
| 2012—2012 | с   | Шериф-2                                           | сценарист, режиссёр          |
| 2012—2013 | с   | Жених                                             | сценарист, режиссёр          |
| 2014—2014 | с   | Там, где ты                                       | сценарист, режиссёр          |
| 2015—2015 | с   | Невеста                                           | сценарист, режиссёр          |
| 2015—2015 | с   | Сезон любви                                       | сценарист, режиссёр          |
| 2016—2016 | с   | Солнечный зайчик                                  | сценарист, режиссёр          |
| 2017—2017 | с   | Пармские фиалки                                   | сценарист, режиссёр          |
| 2016—2016 | с   | Три королевы                                      | сценарист, режиссер          |
| 2012—2012 | с   | Красавица                                         | сценарист                    |

Роман «Серафима» прекрасная 2014 г. издательство Центрполиграф
```
Роман «Невеста» издательство Центрполиграф, 2017
```

Сборник рассказов «улыбка» Москва, 2019 г.